# Isabel de Inglaterra (1635–1650)
Isabel Stuart (em inglês: Elizabeth Stuart; Londres, 28 de dezembro de 1635 — Castelo de Carisbrooke, 8 de setembro de 1650) foi a segunda filha do rei Carlos I de Inglaterra e da princesa Henriqueta Maria de França. Desde os seis anos de idade até à sua morte prematura aos catorze, foi uma prisioneira do Parlamento durante a Guerra Civil Inglesa. O seu relato comovente sobre o seu último encontro com o pai na noite anterior à sua execução e as últimas palavras que este pronunciou aos seus filhos foram já publicados em várias histórias sobre o rei Carlos I.

## Família
Isabel era a quarta filha (segunda menina) nascida da união entre o rei Carlos I de Inglaterra e a princesa Henriqueta Maria de França. Entre os seus irmãos estavam o rei Carlos II de Inglaterra e o rei Jaime II da Inglaterra. Os seus avós paternos eram o rei Jaime VI da Escócia e I de Inglaterra e a princesa Ana da Dinamarca. Os seus avós maternos eram o rei Henrique IV de França e a princesa Maria de Médici.

## Noivado falhado
Isabel nasceu no dia 28 de Dezembro de 1635 no Palácio de St. James e foi baptizada no mesmo a 2 de Janeiro do ano seguinte por William Laud, arcebispo da Cantuária. Em 1636, a sua avó materna, Maria de Médici, tentou noivar a sua neta bebé com o filho do príncipe de Orange, o futuro Guilherme II de Orange. Apesar de Carlos I achar o casamento de uma princesa inglesa com um príncipe de Orange abaixo da sua posição, os seus problemas políticos e financeiros forçaram-no em enviar a irmã mais velha de Isabel, a princesa real Maria, para a Holanda em seu lugar.

## Guerra Civil

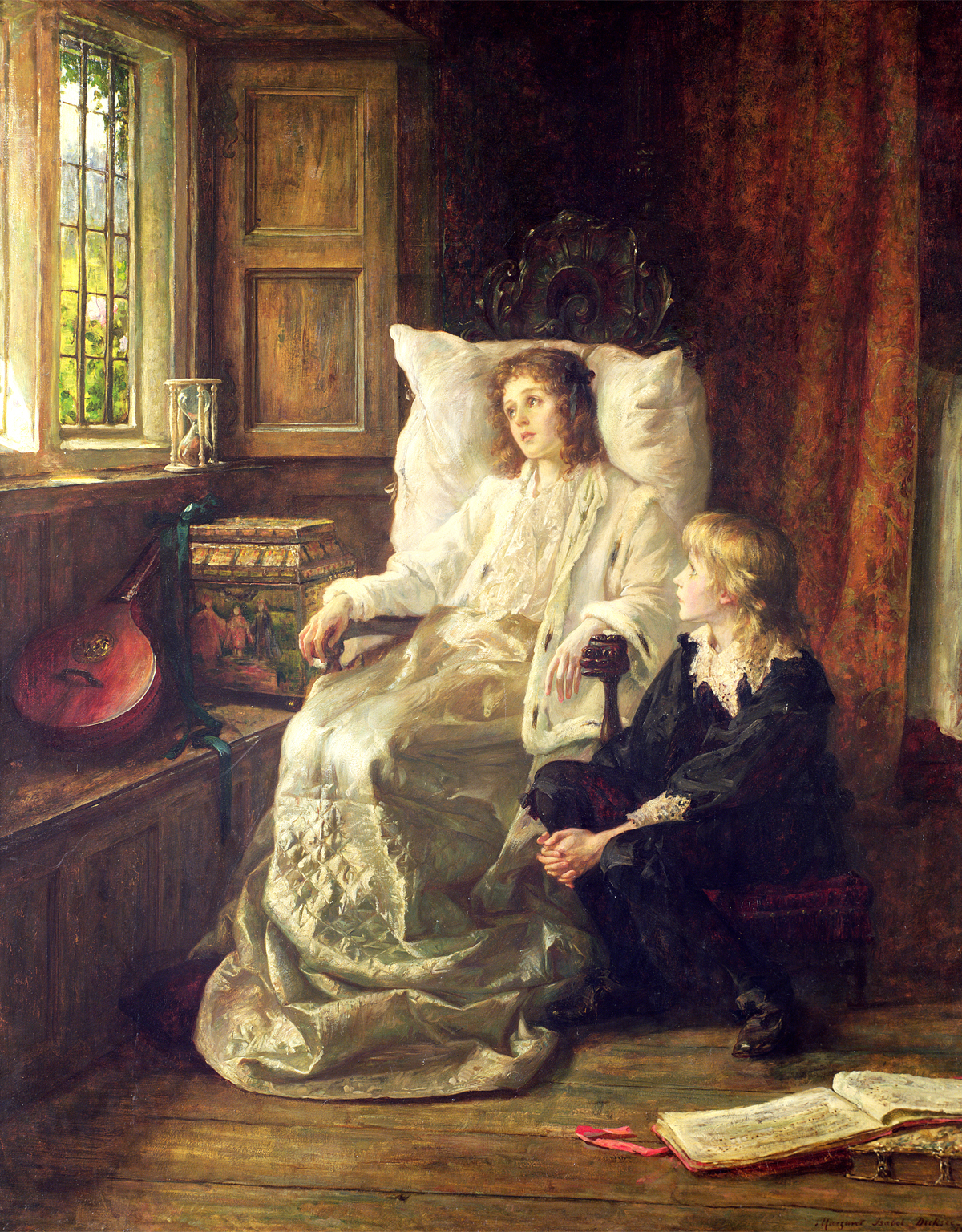
Isabel e o irmão Henrique no Castelo de Carisbrook por Margaret Dicksee.

Quando rebentou a Guerra Civil Inglesa em 1642, a princesa Isabel, juntamente com o seu irmão, o duque de Gloucester, foi colocada sob protecção do Parlamento. Philip Herbert, 4.º Conde de Pembroke foi o seu guardião. Quando o Parlamento desconvocou os criados de Isabel, a princesa de doze anos escreveu uma carta de protesto contra a decisão em 1640: "Meus Senhores, vejo-me miserável por ver os meus criados tirados de mim para ser rodeada de estranhos. Prometeram-me que cuidariam de mim e espero que o mostrem impedindo que tal sofrimento me atinja. Peço que o considerem e mereçam que vos agradeça e que descanse. A vossa amiga adorada, Isabel." A Câmara dos Lordes simpatizou com a princesa e criticou a Câmara dos Comuns por se achar no direito de interferir nas decisões da casa real, pelo que a decisão foi cancelada. Contudo, a Câmara dos Comuns exigiu que os filhos do rei fossem educados na fé protestante, sendo também proibidos de estar presentes na corte em Oxford, o que fez com que se tornassem praticamente prisioneiros no Palácio de St. James. A certa altura, o jovem duque de Gloucester chegou a ser falado para substituir o rei como monarca estritamente constitucional.
Em 1643, Isabel, na altura com sete anos, partiu uma perna e mudou-se pouco depois com o irmão, o duque de Gloucester para Chelsea. Foi educada pela intelectual Bathsua Makin até 1644, numa altura em que já sabia ler e escrever hebreu, grego, italiano, latim e francês. Outros intelectuais dedicaram-lhe vários trabalhos e ficaram impressionados pela sua paixão por leituras religiosas.
Depois da guarda dos filhos mais novos do rei ser entregue ao conde de Northumberland em 1642, o seu irmão, o príncipe Jaime, duque de Iorque, o futuro rei Jaime II, foi visitá-los, mas terá sido aconselhado a fugir do país por Isabel que estava preocupada com o facto de o seu irmão estar próximo dos inimigos do rei. Finalmente, em 1647, Isabel, o duque de Iorque e o duque de Gloucester tiveram autorização para viajar até Maidenhead para se encontrarem com o rei e passaram dois dias com ele. Pai e filhos criaram um laço forte e, depois de o rei ser obrigado a mudar-se para o Palácio de Hampton Court, visitou os seus filhos sob a vigilância do duque de Northumberland em Syon House. Estas visitas acabaram rapidamente quando o rei fugiu para o Castelo de Carisbrooke na Ilha de Wight. Supostamente, Isabel de dez anos ajudou o duque de Iorque a fugir, vestindo-se como uma adulta. Dentro da família era chamada de "temperança" pela sua natureza gentil. O ambiente conflituoso em que Isabel tinha crescido tornaram-na numa jovem com uma personalidade fora do normal. Quando tinha onze anos de idade, o embaixador francês descreveu a princesa como "uma jovem beleza em flor" que tinha "graça, dignidade, inteligência e sensibilidade" que lhe permitiam julgar as diferentes pessoas que conhecia e compreender diversos pontos de vista. A sua força de carácter contrastava com a sua fraca saúde. Um exame aos seus restos mortais realizado durante a era vitoriana revelou que ela sofria de raquitismo, que causava deformidades nos ombros e nas costas, joelhos e uma deformidade nos dedos dos pés que dificultavam os seus movimentos ao caminhar. Isabel tinha um rosto comprido com um queixo saliente e cabelo castanho-arruivado.
Quando o rei foi capturado pela última vez e condenado à morte por Oliver Cromwell e outros juízes em 1649, Isabel escreveu uma longa carta ao parlamento, pedindo permissão para se juntar à sua irmã Maria na Holanda. Contudo, este pedido foi recusado pelo menos até depois da execução do seu pai. A 29 de Janeiro de 1649, aconteceu o último encontro entre Isabel, o seu irmão Henrique e o pai. Isabel, que tinha treze anos (o seu irmão tinha apenas oito), escreveu um testemunho do encontro que foi encontrado entre os seus bens após a sua morte: "Disse-me que estava feliz por me ver e, apesar de não ter tempo para dizer muita coisa, disse que tinha de me dizer o que não podia dizer a outros, ou deixá-lo por escrito por temer que a crueldade deles fosse tal que não o deixassem escrever-me." Isabel estava a chorar tanto que o seu pai lhe perguntou se ela seria capaz de se lembrar de tudo que ele tinha para lhe dizer. Isabel prometeu que nunca se esqueceria e que iria guardá-lo por escrito. Escreveu dois testemunhos separados sobre o encontro, ambos encontrados já depois da sua morte um ano e meio depois. O seu pai pediu-lhe que não "afligisse e atormentasse por ele" e pediu-lhe que permanecesse protestante. Carlos pediu-lhe que lesse alguns livros, incluindo os sermões do bispo André, a Politica Eclesiástica de Hooker e o livro contra Fisher do bispo Laude para a proteger do papismo.
| “ | Pediu-nos que dissesse-mos à nossa mãe que nunca tinha deixado de pensar nela e que o seu amor permaneceria inalterado até ao fim. Além disso pediu-nos que lhe fossemos obedientes e pediu-me para transmitir a sua bênção ao resto dos meus irmãos e irmãs bem como a todos os seus amigos. Depois, colocando o meu irmão Gloucester no seu joelho, disse-lhe, 'meu querido, agora eles vão cortar a cabeça do teu pai.' E Gloucester olhou-o muito intensamente e o meu pai repetiu, 'presta atenção, meu filho: vão cortar-me a cabeça e talvez façam de ti rei. Mas lembra-te destas palavras. Não deves ser rei enquanto os teus irmãos Carlos e Jaime ainda viverem, pois eles cortar-lhes-iam a cabeça logo que os encontrassem e cortariam a tua também, em último lugar, por isso peço-te que não sejas feito rei por eles.' O meu irmão suspirou profundamente e respondeu-lhe: 'Terão de me matar primeiro!' E estas palavras, que apareceram de forma tão inesperada de uma criança tão nova, alegraram o meu pai extraordinariamente. E Sua Majestade falou-lhe das virtudes da sua alma, que mantivesse a sua religião, ordenando-lhe que temesse a Deus, pois assim Ele cuidaria dele. Além do mais pediu-nos que perdoássemos aquelas pessoas, mas que nunca confiássemos nelas, pois tinham sido falsas com ele e com os que lhe tinham dado poder e temia pelas suas almas. Queria que eu não me afligisse por ele, pois morreria como um mártir e não duvidava que o Senhor guardaria o trono para o seu filho e que todos nós seriamos muito mais felizes do que se ele tivesse vivido e muitas outras coisas que, presentemente, não recordo. | ” |

Carlos também ofereceu uma bíblia à filha durante o encontro. Depois da execução, as crianças tornaram-se fardos indesejáveis. O filho do conde de Northumberland, Lord Lisle, apresentou ao parlamento a proposta de retirar as duas crianças da guarda do conde. Contudo, o parlamento recusou enviá-las para a Holanda, insistindo em colocá-las sob o cuidado de Sir Edward Harrington. Contudo, o filho de Harrington pediu que elas fossem levadas para outro lado, ao que o parlamento concordou.

## Morte
A residência seguinte de Isabel e do irmão foi Pengurst Place, sob o cuidado de Robert Sidney, II conde de Leicester e da sua esposa, Dorothy. O parlamento deu instruções para que as crianças não fossem mimadas, contudo, a condessa de Leicester tratou Isabel com a maior gentileza e recebeu uma jóia da princesa em agradecimento. A valiosa jóia foi depois o centro de um conflito entre a condessa e os comissários do parlamento nomeados para avaliar o património do rei.
Em 1650, o irmão de Isabel, agora o rei titular Carlos II, viajou até à Escócia para ser coroado rei daquele país. Isabel foi levada para a Ilha de Wight como refém e colocada sob o cuidado de Anthony Mildmay com uma pensão de 3 000 libras. Esta mudança de Penhurst foi provavelmente a causa da sua morte. a princesa queixou-se que a sua saúde não era suficiente para fazer a viagem, mas o plano avançou de qualquer maneira. Na viagem apanhou uma constipação que piorou rapidamente. Isabel morreu de pneumonia no dia 8 de Setembro de 1650. Alguns relatos dizem que Isabel foi encontrada morta com a cabeça deitada na bíblia que o seu pai lhe tinha oferecida. Nos seus últimos dias, quem esteve com ela, descreveu-a como uma criança triste. Três dias depois de a princesa ser encontrada morta, o conselho de estado deu-lhe permissão para se juntar à sua irmã Maria na Holanda. Foi enterrada na igreja de St. Thomas em Newport, na Ilha de Wight.
Após a sua morte, a campa de Isabel ficou sem nome até ao século XIX, à excepção das iniciais do seu nome: E[lizabeth] S[tuart]. A rainha Vitória, que tinha como residência preferida a Casa Osborne na Ilha de Wight, ordenou que fosse erguido um monumento apropriado em sua memória. Em 1856, o escultor preferido da rainha, Carlo Marochetti foi contratado para construir uma escultura de mármore branco sobre a sua sepultura, representando-a como uma jovem bonita, deitada com a bochecha sobre uma bíblia aberta numa passagem do Evangelho de Mateus: "Vinde a mim, todos os que estais cansados e sobrecarregados, e eu vos aliviarei." Acima da escultura há um gradeamento, uma metáfora para o seu aprisionamento, mas as barras estão partidas, mostrando que a prisioneira está agora livre. A placa que marca a escultura diz: "Em memória da princesa Isabel, filha do rei Carlos I, que morreu em Carisbrooke Castle a 8 de Setembro de 1650 e se encontra enterrada abaixo do santuário desta igreja, este monumento foi erguido como símbolo de respeito pelas suas virtudes e compaixão pelos seus azares, por Vitória R., 1856."

## Genealogia
| Isabel de Inglaterra | Pai: Carlos I de Inglaterra     | Avô paterno: Jaime VI da Escócia e I de Inglaterra | Bisavô paterno: Henrique Stuart, Lorde Darnley           |
| Isabel de Inglaterra | Pai: Carlos I de Inglaterra     | Avô paterno: Jaime VI da Escócia e I de Inglaterra | Bisavó paterna: Maria da Escócia                         |
| Isabel de Inglaterra | Pai: Carlos I de Inglaterra     | Avó paterna: Ana da Dinamarca                      | Bisavô paterno: Frederico II da Dinamarca                |
| Isabel de Inglaterra | Pai: Carlos I de Inglaterra     | Avó paterna: Ana da Dinamarca                      | Bisavó paterna: Sofia de Mecklenburg-Güstrow             |
| Isabel de Inglaterra | Mãe: Henriqueta Maria de França | Avô materno: Henrique IV de França                 | Bisavô materno: António de Bourbon, Duque de Vendôme     |
| Isabel de Inglaterra | Mãe: Henriqueta Maria de França | Avô materno: Henrique IV de França                 | Bisavó materna: Joana III de Navarra                     |
| Isabel de Inglaterra | Mãe: Henriqueta Maria de França | Avó materna: Maria de Médici                       | Bisavô materno: Francisco I de Médici                    |
| Isabel de Inglaterra | Mãe: Henriqueta Maria de França | Avó materna: Maria de Médici                       | Bisavó materna: Joana de Áustria, Grã-Duquesa da Toscana |